# Anocellidus profundus
Anocellidae, Anocellidus
Famille
Genre
Espèce
Anocellidus profundus est une espèce de vers plats, la seule du genre Anocellidus et de la famille Anocellidae. Cette famille appartient au sous-ordre des Acotylea de l'ordre des Polycladia. Anocellidus profundus est une espèce de l'océan Pacifique Nord du bassin de Cascadia et de la fosse Escanaba.

## Systématique
Les noms valides complets (avec auteur) sont :
- famille des Anocellidae Quiroga, Bolanos & Litvaitis, 2006[1],
- genre Anocellidus Quiroga, Bolanos & Litvaitis, 2006[1],
- espèce Anocellidus profundus Quiroga, Bolanos & Litvaitis, 2006[1].